# Тамм, Элизабет
Элизабет Тамм (швед. Elisabeth Tamm; 1880—1958) — шведская феминистка и политический деятель; основатель группы Фогельстад, в риксдаге была известна как Tamm i Fogelstad.

## Биография

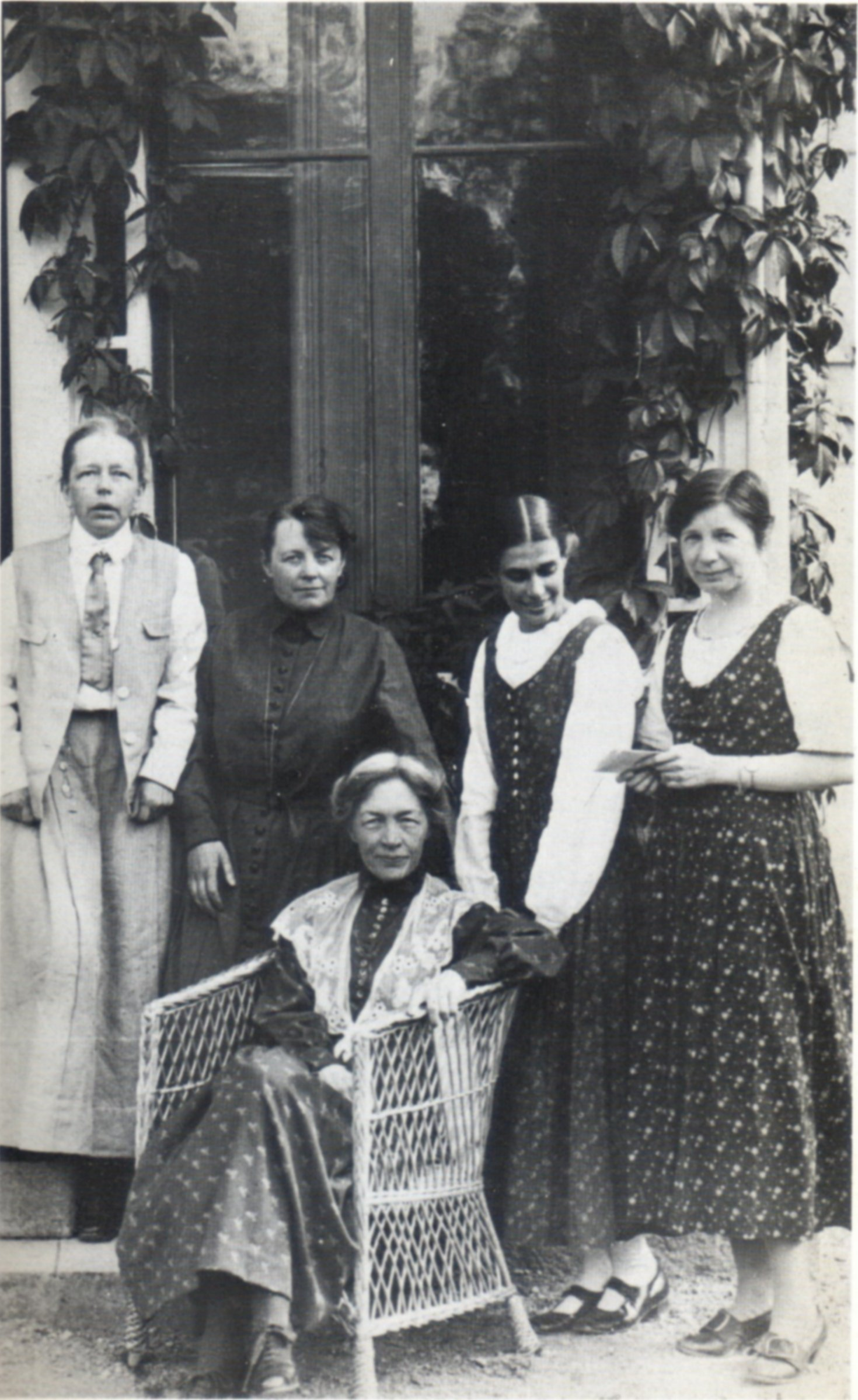
Группа Фогельстад, 1920-е годы.
Слева направо: Элизабет Тамм, Ада Нильссон, Хонорин Хермелин и Элин Вагнер; сидит Керстин Хессельгрен.

Родилась 30 июня 1880 года в поместье Фогельстад, округ Юлита, в семье военного и землевладельца Августа Тамма и его жены — баронессы Эммы Окерхильм (Emma Åkerhielm af Margretelund).
Элизабет и её сестра Мирта не получили формального образования и обучались на дому. Отец учил дочерей как управлять Фогельстадом, и им приходилось выполнять в имении разные практические дела. Элизабет интересовалась историей и политикой и хотела учиться в университете; на короткое время родители ей разрешили посещать семинары и лекции в Уппсальском университете. В 1905 году Август Тамм скончался, и Элизабет взяла на себя роль отца как землевладельца. Она заинтересовалась политической карьерой своего отца, затем вместе со своими друзьями начала интересоваться женским движением и народным просвещением. Именно в качестве члена правления лекционной ассоциации Джулиты она начала свою долгую общественную и политическую деятельность. Первыми её значимыми знакомыми стали Лидия Вальстрём и Керстин Хессельгрен.
Благодаря тому, что Элизабет владела Фогельстадом, а также реформе избирательных прав, в 1907—1909 годах женщины получили право участвовать в муниципальных собраниях. Так Элизабет Тамм начала свою политическую карьеру. Она была заместителем председателя муниципального собрания Джулиты с 1913 года, и была назначена председателем муниципального совета в 1916 году, став первой женщиной страны на этом посту. Три года спустя она была также избрана членом окружного Совета графства в графстве Сёдерманланда, находилась на этом посту до 1930 года. Также она была председателем Сёдерманландского окружного совета женского союза Frisinnade kvinnor (позже стал называться Svenska Kvinnors Vänsterförbund).
В 1921 году она стала одной из пяти первых женщин, избранных в парламент Швеции после того, как женщины получили избирательное право. В их числе были: Нелли Тюринг, Агда Эстлунд и Берта Веллин — в нижней палате, а также Керстин Хессельгрен — в верхней палате. Элизабет Тамм сосредоточилась на вопросах прав женщин, таких как равная заработная плата и доступ ко всем официальным профессиям обеих полов.
Занималась Элизабет Тамм и вопросами феминизма. Она была сотрудницей шведских феминистских журналов Tidevarvet и Vi women, а также норвежского женского журнала  Kvinnen og Tiden. В 1925 году Тамм была инициатором создания женской гражданской школы в поместье Фогельстад — Kvinnliga medborgarskolan vid Fogelstad, где некоторое время была её председателем.
В 1936 году она прекратила свою активную деятельность из-за болезни. Несмотря на это занималась вопросами экологии, и в 1940 году вместе с Элин Вагнер написала книгу «Fred med jorden».
Умерла 23 сентября 1958 года и была похоронена на родине.